# Processus (psychologie)

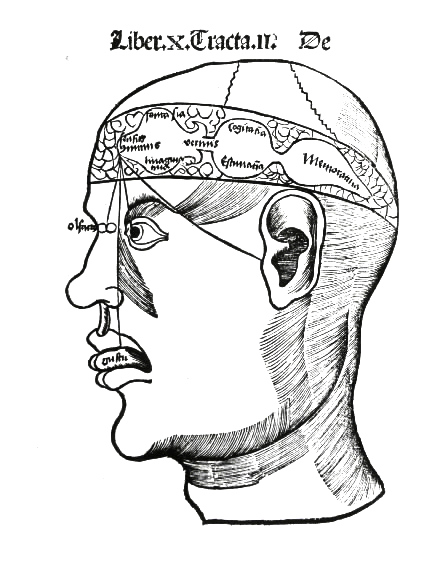
Illustration tirée de la Margarita Philosophica, encyclopédie de l'humaniste allemand Gregor Reisch (1503) où, à côté des sens (physiologie) « externes » (vision, audition, olfaction) apparaissent les « sens internes » sous formes d'entités mentales distinctes : sens commun (sensus communis), fantaisie (fantasia), imagination (ymaginativa),cognition (cogitativa), estimation (estimativa) et mémoire (memorativa). Mais aussi des structures anatomiques : vermis...

La notion de processus est centrale dans les théories de la psychologie, ce terme désigne généralement les mécanismes fondamentaux qui opèrent dans l'esprit ou le psychisme de l'individu. Suivant les approches (cognitive, sociale, psychodynamique...), le terme processus renvoie donc à des entités théoriques relativement différentes.

## En psychologie cognitive
En psychologie et neurosciences cognitives, on parle de processus pour désigner les mécanismes supposés procéder au traitement de l'information dans le cerveau. Les processus mentaux ne se limitent pas au domaine du raisonnement mais sont proposés pour expliquer l'ensemble de la cognition, (pensée, raisonnement, langage, perception, mémoire, émotions, motricité...). On distingue parfois les processus dits élémentaires, censés fournir les « briques » minimales de l'architecture cognitive (par exemple, la détection de contours par le cortex visuel) et les processus de plus « haut niveau » ou intégrés qui sont formés de combinaisons plus ou moins complexes des premiers et qui réalisent une fonction cognitive donnée comme la lecture.
L'idée de traiter du fonctionnement de la pensée en termes de processus peut être tracée aux écrits médiévaux qui différenciaient, par exemple, la mémoire du raisonnement, comme illustré ci-contre.